# البرغوثية
البرغوثية هي إحدى قرى ولاية قبلي وتتبع إداريا معتمدية قبلي الجنوبية وتبعد عنها باتجاه الغرب حوالي 15 كلم. كما هو الحال بالنسبة لقرى الولاية عموما، فإن الحياة الاقتصادية لسكان قرية البرغوثية ترتكز أساسا على إنتاج تمور الدقلة.
تاريخيا عرفت هذه القرية باهتمام أبنائها بالتعليم، فكان من بينهم حفظة القرآن، وتمكنوا من امتهان الإمامة والتأديب والكتابة والعدالة وغيرها. كما برز منها عدد من كبار الشعراء الشعبيين ومن أشهرهم الشاعر أحمد البرغوثي الذي كان شعره محفوظا في مناطق عدة بالجنوب التونسي.
ويعود الصحفي الإعلامي مخلص الكعوبي لهذه القرية التي ترعرع ونشأ فيها منذ الصغر. هذا بالاضافة الى ثلة من خيرة اطباء تونس امثال الدكتورة فضيلة بن عمر حرم الحشاني اخصائية طب الاطفال.